# Medal for the General
Medal for the General é um filme de comédia britânico de 1944, dirigido por Maurice Elvey. O roteiro escrito por Elizabeth Baron, é baseado no romance homônimo de James Ronald.
O filme, sob o título alternativo, também é conhecido como The Gay Intruders.

## Elenco
- Godfrey Tearle ... Gen. Victor Church
- Jeanne de Casalis ... Lady Frome
- Morland Graham ... Bates
- Mabel Constanduros ... Sra. Bates
- John Laurie ... McNab
- Patric Curwen ... Dr. Sargento
- Thorley Walters ... Andrew
- Alec Faversham ... Hank
- Michael Lambart ... Lord Ottershaw
- Irene Handl ..... Sra. Famsworth
- Rosalyn Boulter ... Billetting Oficial
- Petula Clark ... Irma